# AMX-50
AMX-50 – francuski prototypowy czołg ciężki opracowywany w latach 40. i 50. XX wieku.
Po wyzwoleniu Francji w 1944 roku rozpoczęto proces odbudowy francuskich wojsk pancernych. Jako rozwiązanie doraźne rozpoczęto prace nad czołgiem ARL 44, jednak już w 1945 roku armia francuska zgłosiła zapotrzebowanie na czołg ciężki porównywalny z radzieckim IS-3 czy niemieckim Tiger II. Jeszcze w tym samym roku przedsiębiorstwo Ateliers de construction d’Issy-les-Moulineaux przedstawiło projekt czołgu nazwanego M 4 lub projekt 141 (projet 141). Czołg wzorowany był na konstrukcji Tigera II i wykorzystywał część jego komponentów. Uzbrojenie pojazdu stanowiła 90-mm armata Schneider. Opancerzenie zostało ograniczone do 30 mm w celu zredukowania masy pojazdu do 30 t.
Projekt poddano modyfikacjom, obejmującym powiększenie opancerzenia, jednocześnie zwiększając masę do 55 t, oraz wyposażenie czołgu w wieżę oscylacyjną, a w późniejszym czasie przezbrojenie pojazdu w armatę kalibru 100 mm. Zamówiono dwa prototypy AMX-50, z których pierwszy został ukończony w 1949 roku. Testy z ich udziałem odbywały się w latach 1950–1952.
W 1953 roku powstał trzeci prototyp z armatą 120-mm, nową wieżą i wzmocnionym opancerzeniem, o masie 59 t. W latach 1955 i 1958 powstały dwa kolejne egzemplarze pojazdu – pierwszy z dodatkowo powiększonym pancerzem, drugi o obniżonym nadwoziu. Żaden z prototypów nie wszedł do produkcji seryjnej, na co wpływ miała m.in. wysoka cena i zbyt duża masa pojazdu. Nowy czołg dla armii francuskiej, AMX-30 zaprezentowany został dopiero w latach 60.
Na bazie czołgu AMX-50 opracowany został prototypowy niszczyciel czołgów AMX-50 Foch.
Pojazd pojawia się w grze World of Tanks i War Thunder.